# 秦庄玉皇庙
秦庄玉皇庙，位于山西省晋城市高平市东城街道秦庄村，是一处山西省文物保护单位。

## 保护
2007年1月，秦庄玉皇庙公布为第二批晋城市文物保护单位，编号2-31。
2021年8月4日，秦庄玉皇庙公布为第六批山西省文物保护单位，古建筑类，编号6-204。